# Netta (keresztnév)
A Netta női név több -nett, -nette, -netta végződésű névnek az angol, francia, német, holland stb. nyelvekben használt becenevéből önállósult.

## Rokon nevek
Anett, Anetta, Netti

## Gyakorisága
Az újszülötteknek adott nevek körében az 1990-es években szórványosan fordult elő. A 2000-es és a 2010-es években sem szerepelt a 100 leggyakrabban adott női név között.
A teljes népességre vonatkozóan a Netta sem a 2000-es, sem a 2010-es években nem szerepelt a 100 leggyakrabban viselt női név között.

## Névnapok
június 13.

## Híres Netták
Netta Barzilai izraeli énekesnő a 2018-as Eurovíziós Dalfesztivál győztese.